# Chlorissa chloroticaria
Chlorissa chloroticaria är en fjärilsart som beskrevs av Johan Martin Jacob af Tengström 1859. Chlorissa chloroticaria ingår i släktet Chlorissa och familjen mätare. Inga underarter finns listade i Catalogue of Life.